# 军训

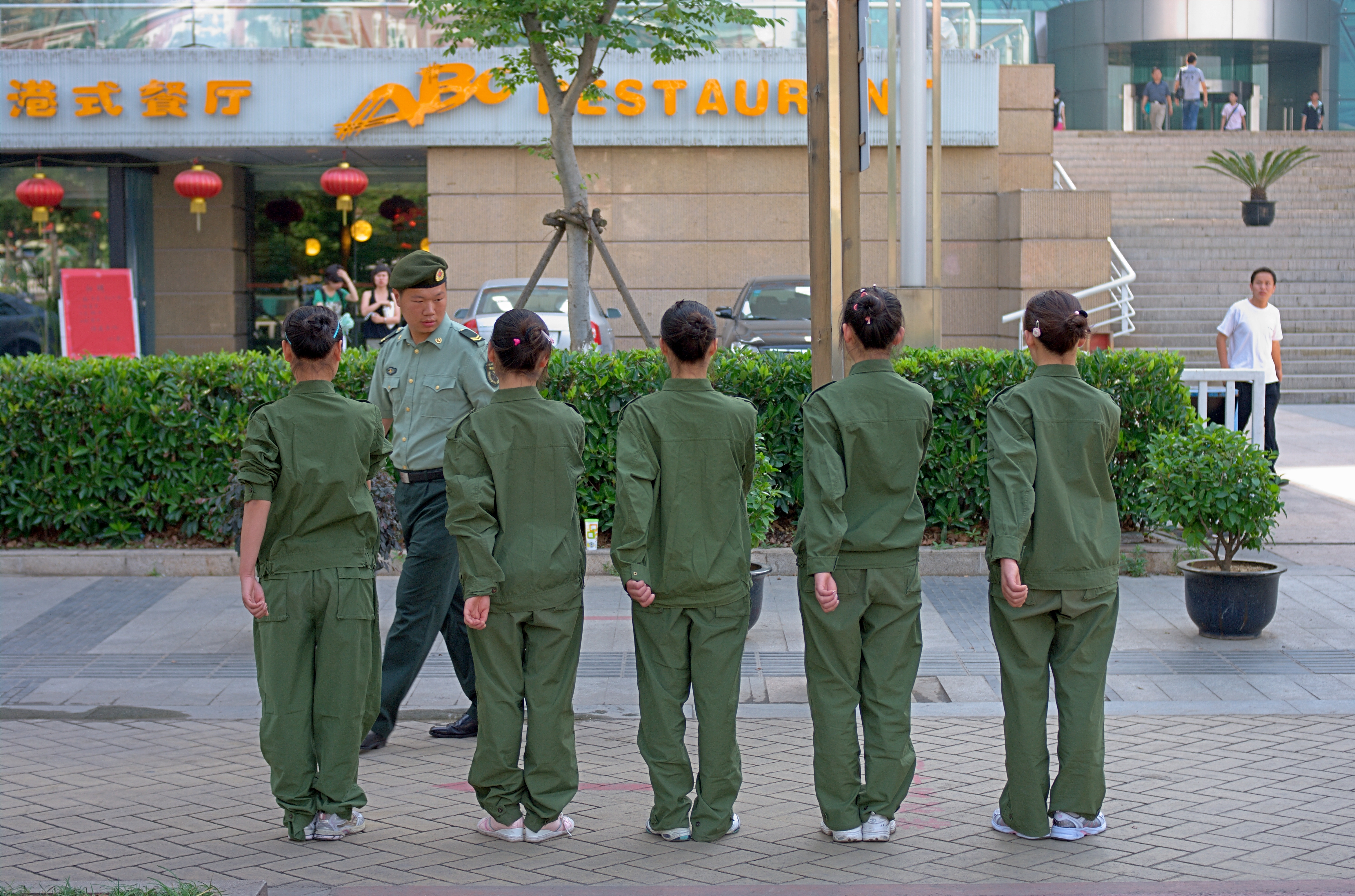
一名解放军士官正在检查军训的学生（江苏省南京市）

軍訓是一個國家针对其平民学生所实行的军事教育制度，一般由軍隊人员配合各級學校內的課程执行，以達到向下培育軍事人才的目的。
军训旨在建立和完善个人的基础军事能力和素养，在进行国防教育的同时也注重于锻炼个人的纪律性。军训课程可以是自愿或是强制职责，各地对此有着不同的规定。